# Gymnopis
Gymnopis és un gènere d'amfibis gimnofions de la família Caeciliidae que habita a Amèrica Central, especialment a Guatemala i Panamà.

## Taxonomia
El gènere conté les següents espècies:
- Gymnopis multiplicata Peters, 1874
- Gymnopis syntrema (Cope, 1866)